# Wapen van Polsbroek

Wapen van Polsbroek

Het wapen van Polsbroek werd op 26 maart 1858 door de Hoge Raad van Adel aan de Utrechtse gemeente Polsbroek bevestigd. In 1989 ging Polsbroek op in de gemeente Lopik. Het wapen van Polsbroek is daardoor komen te vervallen als gemeentewapen. In het wapen van Lopik van 1990 is de schuinbalk uit het wapen van Polsbroek opgenomen. Hoewel deze schuinbalk ook voorkomt in het wapen van Benschop wordt deze niet afkomstig geacht uit het wapen van Benschop, maar uit het wapen van Polsbroek om zo de verdeling van de wapens van de fusiegemeenten gelijk te houden.

## Blazoenering
De blazoenering van het wapen luidde als volgt:
Zijnde van goud met eene geschakeerde bande van twee rijen van keel en zilver.
De heraldische kleuren zijn goud (geel of goud), keel (rood) en zilver (wit).

## Verklaring
Het wapen van Polsbroek is het oorspronkelijke wapen van Noord-Polsbroek, maar zonder de kroon. Dit wapen is weer ontleend aan het wapen van de IJsselsteinse tak van de familie Van Amstel. Arnoud van Amstel wordt gezien als de stamvader van het geslacht IJsselstein. Deze familie had Polsboek in haar bezit.

## Verwante wapens

Wapen van Lopik
Wapen van Benschop
Wapen van Noord-Polsbroek
Wapen van IJsselstein
Familiewapen van Ploos van Amstel